# Izumo-klass
Izumo-klassen (いずも型護衛艦, Izumo-gata-goei-kan) är en japansk klass av helikopterhangarfartyg byggda för Japans flotta. De två byggda fartygen av denna klass är de största krigsfartygen i den japanska marinen.
Planer för att utveckla nya helikopterhangarfartyg offentliggjordes av Japans försvarsministerium i november 2009. Fartygen är främst avsedda för ubåtsbekämpning, men kan också användas för katastrofhjälpsinsatser.

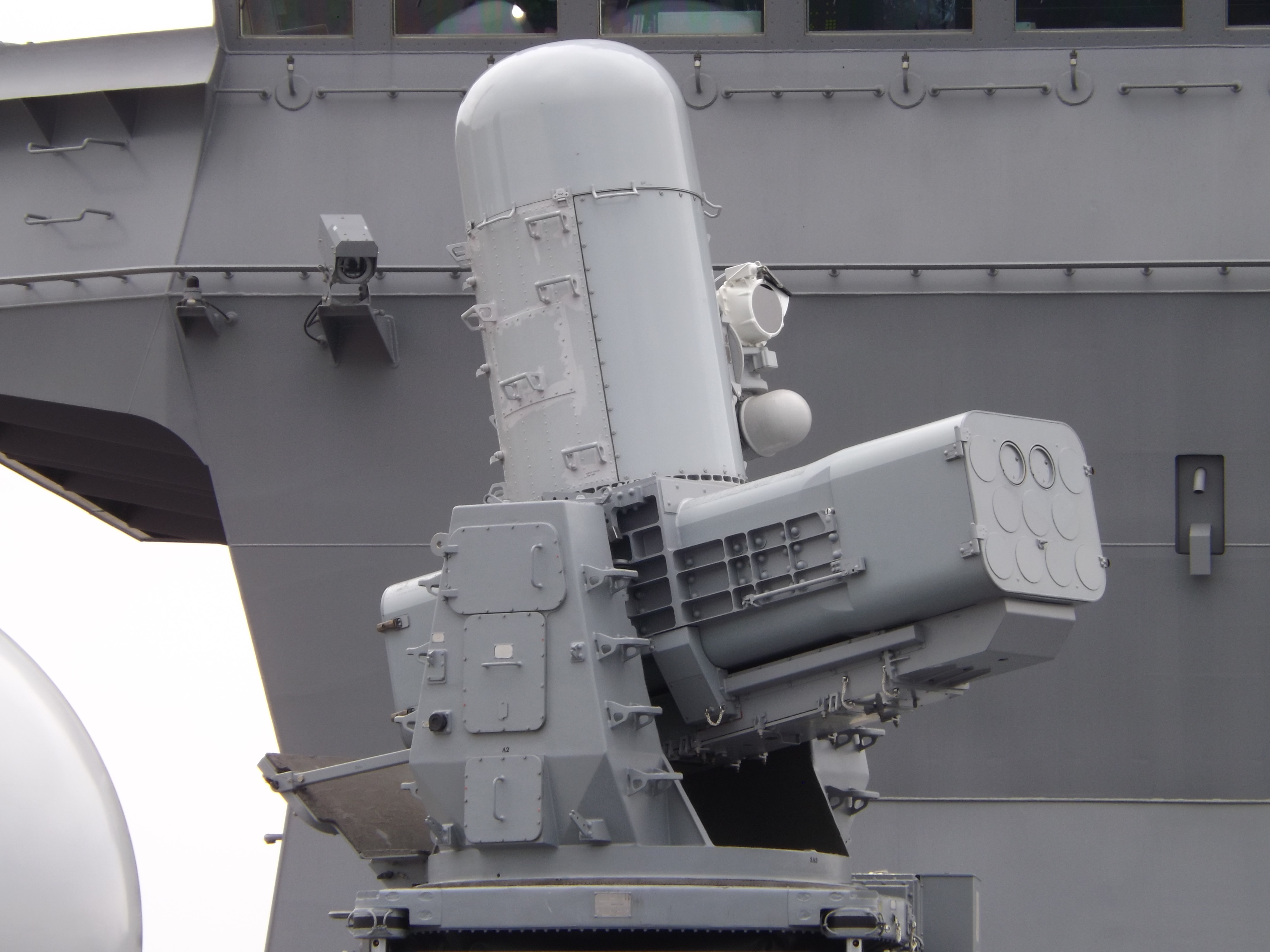
SeaRAM

Fartyget kan härbärgera upp till 28 helikoptrar. För närvarande utrustas fartygen enbart med sju helikoptrar för ubåtsbekämpning och två Search and Rescue-helikoptrar. Alternativt kan fartygen ta 400 soldater och 50 3,5-tonslastbilar, eller motsvarande utrustning. Flygdäcket har fem helikopterlandningsplatser med möjlighet till parallella starter/landningar. Fartyget är utrustat med två Phalanx CIWS och två SeaRAM för försvar av fartyget. De två fartygen planerades för att ersätta två äldre helikopterhangarfartyg.
Fartygen är förberedda för att kunna konverteras till hangarfartyg för stridsflygplan som Bell Boeing V-22 Osprey och Lockheed Martin F-35 Lightning II. Fartygen har idag varken skidhoppsramp eller katapult, och skulle som de ser ut idag behöva utrustas med STOVL-flygplan, till exempel Lockheed Martin F-35B, om de skulle utrustas med stridsflygplan med fasta vingar. Japans försvarsminister Takeshi Iwaya meddelade också den 27 november 2018 att den japanska regeringen överväger att inköpa F-35B, och att i linje med detta modifiera de två helikopterhangarfartygen av Izumo-klass till fullvärdiga hangarfartyg.

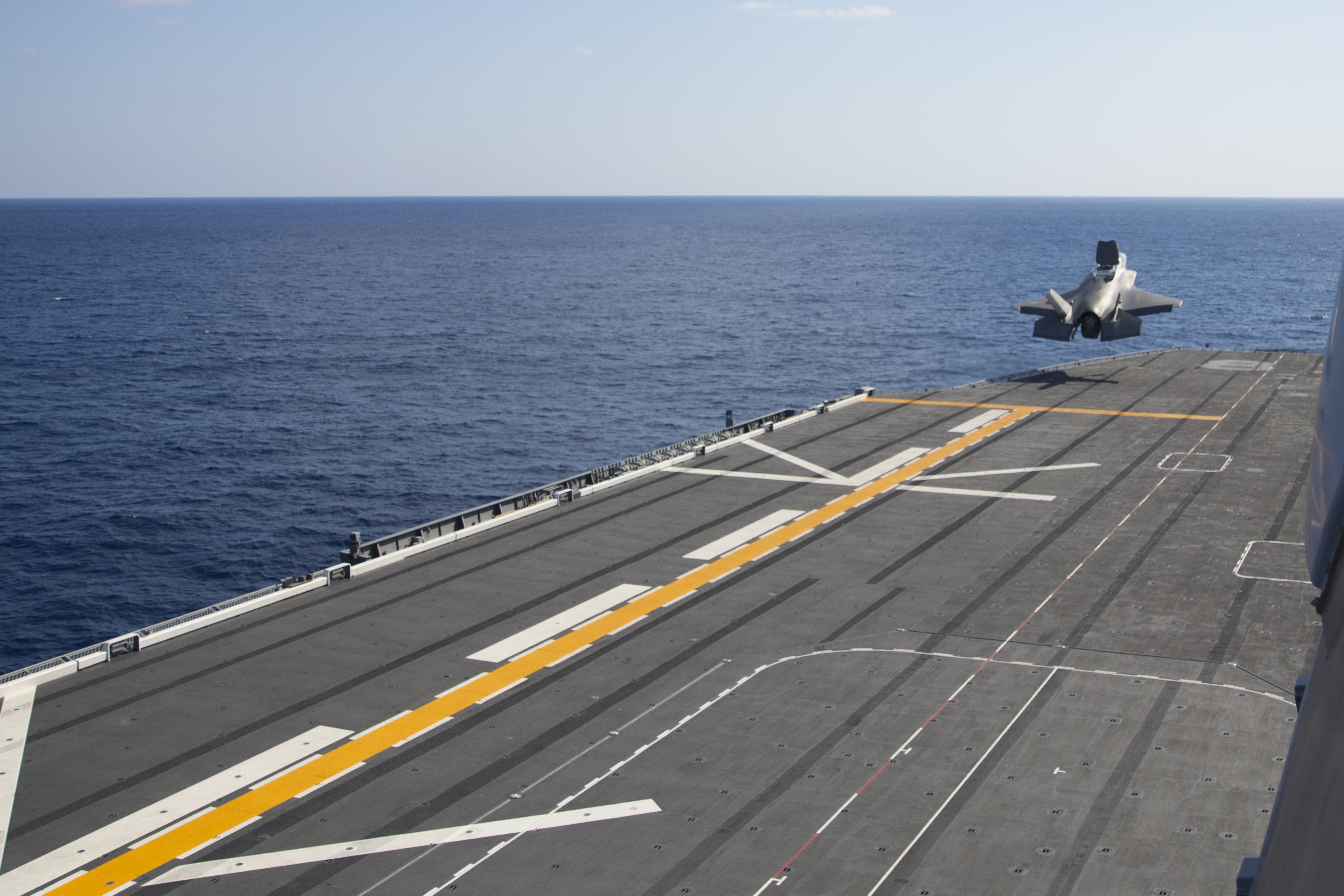
Izumo skjuter upp en F-35B från US Marine Corps.

## Fartyg i klassen

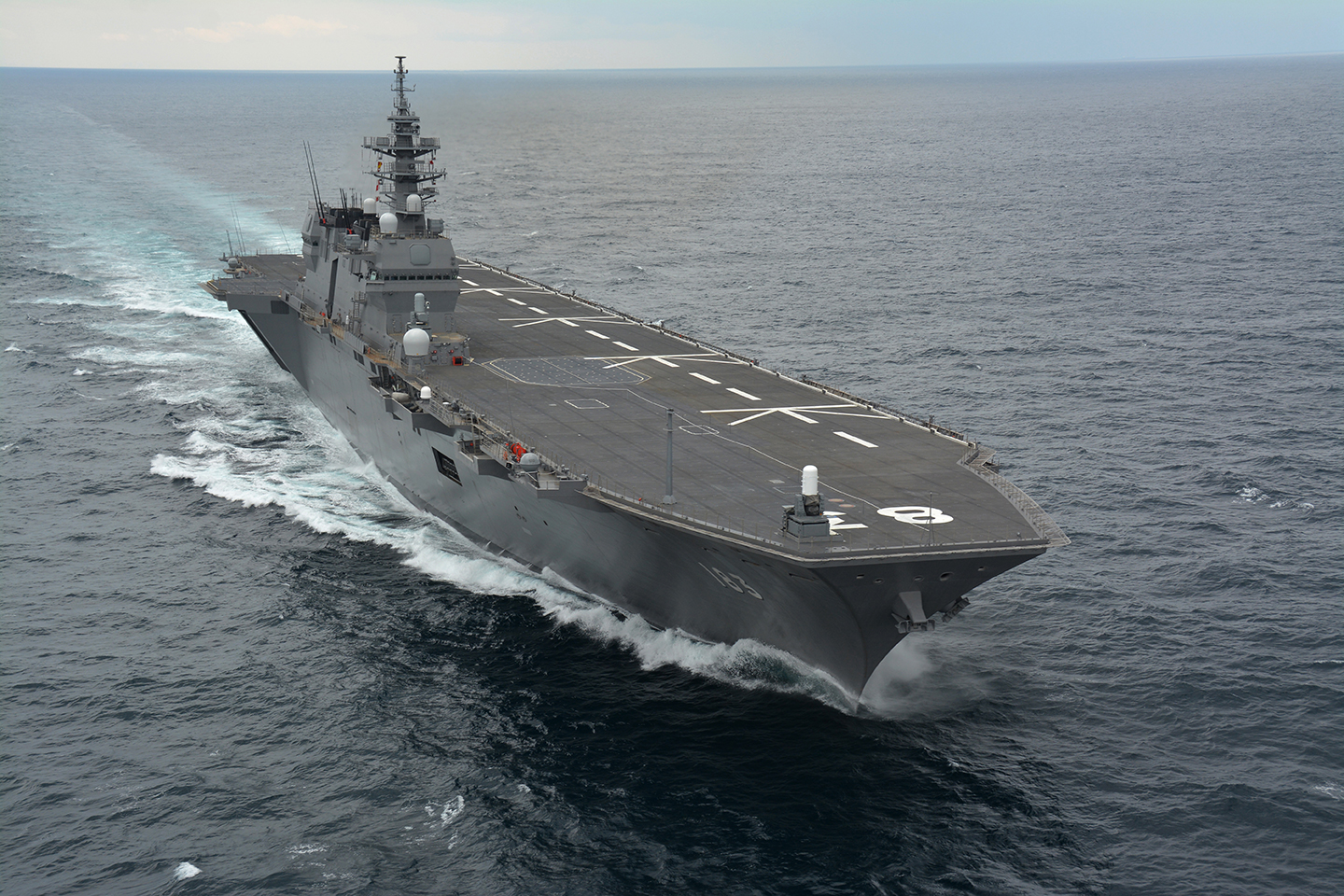
Izumo

| Pennant-nummer | Namn  | Kölsträckt      | Sjösatt         | I drift      | Hemmahamn |
| -------------- | ----- | --------------- | --------------- | ------------ | --------- |
| DDH-183        | Izumo | 27 januari 2012 | 6 augusti 2013  | 25 mars 2015 | Yokosuka  |
| DDH-184        | Kaga  | 7 oktober 2013  | 27 augusti 2015 | 22 mars 2017 | Kure      |